# Toraja-Messinghelm
Der Toraja-Messinghelm ist ein Helm aus Indonesien. Er wird von der Ethnie der Toraja von der Insel Sulawesi benutzt.

## Beschreibung
Der Toraja-Metallhelm besteht in der Regel aus Messing. Er ist nach dem Vorbild der spanischen Morionhelme (indon. Paseki) gefertigt. Die ersten Versionen dieser Helme wurden von der VOC (Niederländische Ostindien-Kompanie) etwa 1602 bis 1795 nach Indonesien importiert. Die Helme sind durch Metallauflagen und einen Helmbusch reich verziert. Der Helmbusch wird nach den eigenen Wünschen der indonesischen Krieger gefertigt. Die Helme werden von den Toraja, einer Ethnie aus Indonesien, benutzt.

## Einzelnachweise

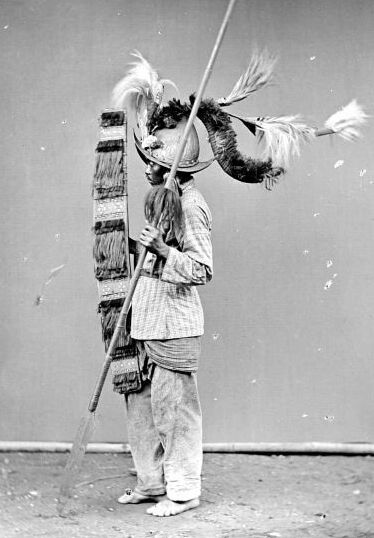
Krieger aus Celebes mit indonesischem Metallhelm